# Husarenaffen
Die Husarenaffen (Erythrocebus) sind eine Primatengattung aus der Familie der Meerkatzenverwandten. Ihren Namen haben sie vom Reiterregiment der Husaren wegen der rötlichen Färbung und der hohen Geschwindigkeiten, die sie beim Laufen erreichen. Husarenaffen kommen vom Senegal im Westen über weite Bereiche Westafrikas bis ins westliche Äthiopien im Osten und den Nordwesten von Tansania im Süden vor.

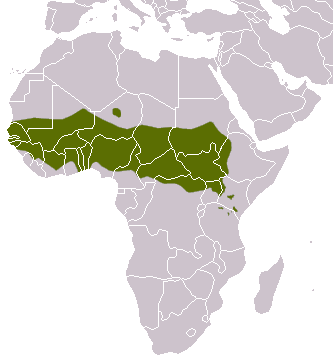
Verbreitungsgebiet der Husarenaffen

## Merkmale
Husarenaffen sind schlanke, langbeinige Affen mit einer Kopf-Rumpf-Länge von 48 bis 90 cm, einem 48 bis 72 cm langen Schwanz und einem Gewicht von 4 bis 18 kg. Ausgewachsene Männchen sind wesentlich größer als ausgewachsene Weibchen. Sie sind auf dem Rücken rötlich-braun gefärbt, die Bauchseite sowie die Innenseiten von Armen und Beinen sind weißlich bis hellgrau.

## Lebensweise
Husarenaffen kommen in Steppen und Savannen mit verstreut stehenden Bäumen und Sträuchern vor sowie in der Übergangszone von Wald zum Grasland und in Gebirgen bis in Höhen von 1900 Metern. Sie sind vorwiegend bodenbewohnend und erklettern Bäume meist nur auf der Flucht vor Feinden oder zur Nachtruhe. Husarenaffen sind Allesfresser, die außer Pflanzen auch Pilze, Insekten oder andere Kleintiere und Vogeleier fressen. Die Weibchen bringen ein einzelnes, schwärzlich oder dunkelbraun gefärbtes Jungtier zur Welt, das später heller wird.

## Arten und Unterarten
Die Primatologen Yvonne de Jong und Thomas Butynski unterteilten die Gattung der Husarenaffen 2021 in drei Arten, von denen eine aus drei Unterarten besteht.
- „Gewöhnlicher“ Husarenaffe (Erythrocebus patas)
  - Westlicher Husarenaffe  (E. p. patas)
  - Weißnasen-Husarenaffe (E. p. pyrrhonotus)
  - Erythrocebus patas villiersi (umstritten)[2]
- Heuglin-Husarenaffe (Erythrocebus poliophaeus)
- Südlicher Husarenaffe (Erythrocebus baumstarki)

Erythrocebus patas villiersi wird im Primatenband des Handbook of the Mammals of the World, einem Standardwerk zur Säugetierkunde, nicht als eigenständige Unterart anerkannt, sondern als kleinwüchsige Kümmerform von E. p. patas angesehen. Sie unterscheidet sich nur durch ihre geringere Körpergröße von E. p. patas, was als Anpassung an ihren kargen Lebensraum, das Aïr-Massiv in der südlichen Sahara betrachtet wird.

## Systematik
Der „Gewöhnliche“ Husarenaffe erhielt 1774 seinen ersten wissenschaftlichen Namen (Simia patas) durch den deutschen Naturforscher Johann Christian von Schreber. Die Gattung Erythrocebus wurde 1897 durch den französischen Zoologen Édouard Louis Trouessart eingeführt. Insgesamt wurden im Laufe der Zeit 19 Husarenaffen-Taxa beschrieben. In einer 1927 publizierten Revision der Gattung Erythrocebus durch den deutsch-amerikanischen Zoologe Ernst Schwarz wurde nur noch Erythrocebus patas als eigenständige Art anerkannt und alle anderen Formen dieser Art als Unterarten zugeordnet oder mit Erythrocebus patas synonymisiert. 2017 revalidierte der italienische Primatologe Spartaco Gippoliti den Heuglin-Husarenaffen (E. poliophaeus), der erstmals 1862 durch Ludwig Reichenbach beschrieben wurde, und 2021 bekam der Südliche Husarenaffe (E. baumstarki), vorher eine Unterart des „Gewöhnlichen“ Husarenaffen, wieder den Status einer eigenständigen Art. Die Verbreitungsgebiete beider Arten sind durch verschiedene geografische Barrieren von der des „Gewöhnliche“ Husarenaffen getrennt, so dass kein genetischer Austausch stattfinden kann (Allopatrische Artbildung).

## Gefährdung
Nach Einschätzung der IUCN ist der „Gewöhnliche“ Husarenaffe nur gering gefährdet. Der Südliche Husarenaffe ist dagegen vom Aussterben bedroht. Der Bestand wird 2021 auf 100 bis 200 Exemplare geschätzt, darunter 50 bis 100 ausgewachsene Tiere. Über den Bestand des Heuglin-Husarenaffen liegen nicht genug Daten vor, um den Gefährdungsgrad zu beurteilen.